# Zamek w Gołogórach
Zamek w Gołogórach – ruiny murów niewielkiego zameczku znajdują się w północno-wschodniej części miasta. Stoją na przedmieściu nad dość stromym zboczu.

## Historia
Zamek wybudowano w XV w. w północno-zachodniej części miejscowości przy rozwidleniu dróg. Było to wówczas gniazdo rodowe Gołogórskich. Wraz z zamkami Stare Sioło, Świrz, Złoczów, osłaniał Lwów od wschodu w czasach najazdów tatarskich, jednak w XVII wieku stracił swoje znaczenie militarne w czasie wojen kozackich i tureckich i był wielokrotnie zdobywany i niszczony. Obecny zamek, jak podanie niesie, miał być zbudowany przez Mikołaja Potockiego, starostę kaniowskiego. Michał Baliński w swojej Starożytnej Polsce nic nie wspomina o tym zameczku.
W 1792 r., jako zupełną ruinę, od rodziny Starzyńskich nabył go klasztor oo. dominikanów w Podkamieniu. W ciągu XIX w. zamek w znacznej części rozebrano na materiał budowlany. Do dziś pozostały tylko jego fragmenty.

## Architektura
Zamek w czasach świetności tworzył czworoboczny budynek ("kamienica") otoczony murem z czterema basztami na rogach i należał do najstarszych zamków na Rusi Czerwonej.